# Aleksander Żyw
Aleksander Żyw (geboren 29. August 1905 in Lida, Russisches Kaiserreich; gestorben 17. September 1995 in Castagneto Carducci, Italien) war ein polnischer Maler, der in Frankreich, Schottland und Italien lebte.

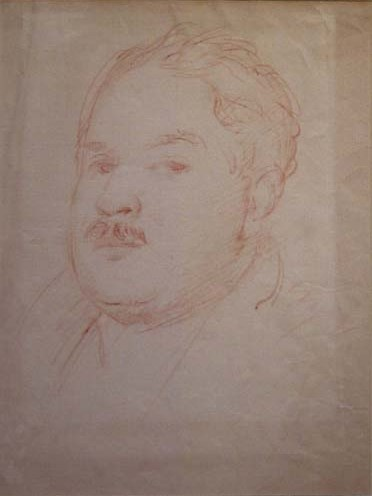
Roman Kramsztyk Portrait Aleksander Żyw (1935/39)

## Leben
Aleksander Żyw war ein Sohn des jüdischen Rechtsanwalts Jacob Żyw und der Leonie Winogradow, die Familie lebte ab 1911 in Warschau. Żyw begann 1922 ein Jurastudium an der Universität Warschau und wechselte zur Kunstgeschichte. Ab 1925 studierte er Malerei bei Tadeusz Pruszkowski an der Akademie der Bildenden Künste Warschau. Im Jahr 1932 machte er eine Grand Tour und bezog 1934 ein Atelier in Paris, wo er sich der impressionistischen Landschaftsmalerei widmete. Als die Deutschen 1939 Polen überfielen, hielt er sich in Korsika auf. Er wurde Grenadier der polnischen Streitkräfte in Frankreich und konnte sich 1940 der deutschen Kriegsgefangenschaft entziehen und über Spanien und Portugal nach Großbritannien fliehen. In Schottland wurde er 1941 offizieller Kriegsmaler der 1. Polnischen Division.  Mit dem schottischen Schriftsteller Edwin Muir gab er einen Band mit Kriegszeichnungen Poles in Uniform heraus. 1944 zeichnete er die Kämpfe seiner Truppe in Nordfrankreich, Belgien und den Niederlanden. Seine polnische Verwandtschaft wurde im Holocaust gänzlich ausgelöscht.
Żyw heiratete die Schottin Leslie Goddard, und sie kaufte mit ihrem Geld in der Edinburgh benachbarten Ortschaft Dean Village ein Haus, das der Architekt Basil Spence herrichtete. Der Architekt Adam Leslie Zyw (1948–2003) und der Glasmaler Michael Zyw (1951–) sind ihre Söhne.
Nach einer Reise nach Italien und Frankreich 1949 ließ Żyw sich durch die Arbeiten Paul Klees zu neuen Ausdrucksweisen anregen. Seit 1970 lebte Żyw in der Toskana in der Nähe des Sohnes Michael, widmete sich dem Olivenanbau und wandte sich in der Malerei naturalistischen Elementen zu.  

## Bücher
- Poles in uniform : sketches of the Polish Army, Navy and Air Force. Text Edwin Muir. Nelson, 1943
- Edinburgh as the artist sees it. Text Harry Harvey Wood. Edinburgh : MacNiven & Wallace, 1945
- Aleksander Zyw – peintures récentes. Paris : Villand & Galanis, 1969